# سحلية فينيقية ترودوسية
السِحْليَّة الفينيقيَّة الترودوسيَّة (الاسم العلمي: Phoenicolacerta troodica) هي نوعٌ من السحالي ضمن فصيلة السحالي الحقيقية. تُعد قبرص موطن هذا النوع، حيث يشيع وجودها وانتشارها. سُميت نسبةً إلى جبال ترودوس في قبرص.

## الموئل والحفظ
موائلها الطبيعية هي نباتاتٌ شجيرةٌ من نوع المتوسطيَّة ومناطق صخرية ومناطق ريفية وربما المزيد من المناطق الحضرية. كما أنَّ جمهرتها ثابتة.

## الوصف
يصل طولُها إلى 22 سم، كما أنَّ الذكور تكون أطول قليلًا من الإناث. يبلغ ططول الذيل ما بين 2-2.3 أضعاف طول الجسم.